# Trichapus pubescens
Trichapus pubescens is een keversoort uit de familie houtzwamkevers (Ciidae). De wetenschappelijke naam van de soort werd in 1881 gepubliceerd door Friedenreich.